# Dania na Mistrzostwach Świata w Lekkoatletyce 2009
Dania na Mistrzostwach Świata w Lekkoatletyce 2009 – reprezentacja Danii podczas czempionatu w Berlinie liczyła 3 zawodników. Żaden z przedstawicieli tego państwa nie zdołał awansować do finału (poza występującą w maratonie Annemette Aagaard, ponieważ w tej konkurencji rozegrano tylko finał).

## Występy reprezentantów Danii

### Mężczyźni
- Skok w dal
  - Morten Jensen z wynikiem 7,75 zajął 29. miejsce i nie awansował do finału.

### Kobiety
- Bieg na 400 m przez płotki
  - Sara Petersen z czasem 56,99 zajęła 21. miejsce w półfinale i nie awansowała do finału.

- Maraton
  - Annemette Aagaard z czasem 2:42:03 ustanowiła swój najlepszy wynik w sezonie i zajęła 46. miejsce.